# Sudão nos Jogos Olímpicos de Verão de 2012
A Sudão participa dos Jogos Olímpicos de Verão de 2012, que estão acontecendo na cidade de Londres, na Inglaterra.

## Natação
Masculino
| Atletas         | Evento     | Eliminatórias | Eliminatórias | Semifinal   | Semifinal   | Final       | Final       |
| Atletas         | Evento     | Tempo         | Posição       | Tempo       | Posição     | Tempo       | Posição     |
| --------------- | ---------- | ------------- | ------------- | ----------- | ----------- | ----------- | ----------- |
| Mohamed Elkhedr | 50 m livre | 27s26         | 50º           | Não avançou | Não avançou | Não avançou | Não avançou |